# Macropsis octopunctata
Macropsis octopunctata är en insektsart som beskrevs av William Edward China 1925. Macropsis octopunctata ingår i släktet Macropsis och familjen dvärgstritar. Inga underarter finns listade i Catalogue of Life.